# Magellania australis
Magellania australis är en armfotingsart som först beskrevs av Jean René Constant Quoy och Joseph Paul Gaimard 1835.  Magellania australis ingår i släktet Magellania och familjen Terebratellidae. Inga underarter finns listade i Catalogue of Life.